# مرضیه (مجموعه تلویزیونی)
مرضیه، یک مجموعه تلویزیونی ایرانی به نویسندگی و کارگردانی فلورا سام و تهیه‌کنندگی مجید اوجی، محصول سال ۱۳۹۸ است. این مجموعه نخستین بار در شهریور ۱۳۹۸، همزمان با ماه محرم، از شبکهٔ دو سیما پخش شد و در مرداد ۱۳۹۹ بازپخش شد. این سریال آخرین فعالیت مجید اوجی در حیطهٔ تهیه‌کنندگی و همچنین، آخرین حضور ماه‌چهره خلیلی در تلویزیون، پیش از درگذشتشان بود.

## خلاصه داستان
د‌استان سریال دربارهٔ یک اختلاس و فساد اقتصادی بزرگ است که خانوادهٔ شاد مرضیه، (با بازی ماه‌چهره خلیلی) را تحت تأثیر قرار می‌دهد و او را در موقعیت‌هایی قرار می‌دهد که مجبور به انتخاب و تصمیم‌گیری می‌شود. «مرضیه در تعارض کار و مذهب مجبور به انتخاب می‌شود. انتخاب این مسیر اتفاقات جدیدی را برایش رقم می‌زند و …»

## بازیگران
| بازیگر         | نقش             | توضیحات                                                 |
| -------------- | --------------- | ------------------------------------------------------- |
| ماه‌چهره خلیلی  | مرضیه شکیبا     | همسر علی، مادر سوگل، دکتر، خواهر احسان                  |
| امیرحسین صدیق  | علی فروتن       | همسر مرضیه، پدر سوگل، خبرنگار، شوهر خواهر و همکار احسان |
| پژمان بازغی    | احسان شکیبا     | برادر مرضیه، همسر پروانه، خبرنگار، برادرزن و همکار علی  |
| داریوش ارجمند  | دکتر بهزادی     | استاد مرضیه                                             |
| گوهر خیراندیش  | مریم            | همسر دکتر بهزادی، والیبالیست                            |
| آتیلا پسیانی   | فرزاد فرخی      | قاچاقچی دارو                                            |
| علی اوجی       | کامبیز بهرامی   | سردبیر روزنامه، همدست فرزاد فرخی                        |
| حسن زارعی      | حاج‌ محمود فروتن | برادر علی، برادرشوهر مرضیه                              |
| نیلوفر شهیدی   | پروانه          | همسر احسان، زن برادر مرضیه                              |
| شیوا خسرومهر   | ثمر             | همسر فرزاد فرخی                                         |
| مختار سائقی    | اسد کاشفی       | پلیس                                                    |
| صدیقه کیانفر   |                 | مادر نازی و ژیلا جعفری                                  |
| شایلین رحیمی‌خو | سوگل فروتن      | دختر مرضیه و علی                                        |